# (7011) Worley
Pour les articles homonymes, voir Worley.
(7011) Worley est un astéroïde de la ceinture principale, découvert le 21 septembre 1987 par l'astronome américain Edward L. G. Bowell, depuis la station Anderson Mesa de l'observatoire Lowell.
Il a été nommé en l'honneur de l'astronome Charles Edmund Worley.